# Axel Kamp
Axel Kamp (ur. 1 kwietnia 1921, zm. 13 czerwca 2019) – szwedzki curler i trener. Mąż Gertrud, ojciec Ragnara.

## Kariera sportowa
Kamp był kapitanem zespołu z Härnösands Curlingklubb. Jego drużyna zajęła pierwsze miejsce w mistrzostwach Szwecji 1975, triumfowała także w rozgrywkach ligowych Elitserien 1974/1975. Axel wystąpił na Mistrzostwach Świata 1975. Szwedzi z bilansem 7 wygranych i 2 porażek awansowali do fazy play-off, w półfinale jednak przegrali 4:6 spotkanie przeciwko Amerykanom (Ed Risling). Zespół z Härnösand uplasował się ostatecznie na 4. miejscu.
W sezonie 1981/1982 był członkiem zarządu Szwedzkiej Federacji Curlingu, a od 1982 do 1990 prezesem. Kamp siedmiokrotnie pełnił funkcję trenera na MŚ, były to lata 1977, 1980, 1983, 1985, 1986, 1993 i 1995.

## Drużyna
|                      | Czwarty     | Trzeci         | Drugi               | Otwierający     |
| -------------------- | ----------- | -------------- | ------------------- | --------------- |
| MŚ 1975              | Ragnar Kamp | Björn Rudström | Christer Mårtensson | Axel Kamp       |
| Elitserien 1974/1975 | Axel Kamp   | Ragnar Kamp    | Björn Rudström      | Anders Thidholm |